# 2001 في إسبانيا
فيما يلي قوائم الأحداث التي وقعت خلال عام 2001 في إسبانيا.

## سياسة

### تعيين في المنصب
- 20 نوفمبر – مانويل فراغا عضو برلمان منطقة غاليسيا  [لغات أخرى]‏.

### انتهاء فترة المنصب
- 27 فبراير – ماريانو راخوي وزير الرئاسة  [لغات أخرى]‏.
- 28 أغسطس – مانويل فراغا عضو برلمان منطقة غاليسيا  [لغات أخرى]‏.

## رياضة
- 1 يناير – جائزة كتالونيا الكبرى للدراجات النارية 2001
- 1 يناير – طواف إسبانيا 2001

## ظهور
- 1 يناير – ظل الريح رواية من تأليف كارلوس ثافون.

## أفلام
من الأفلام التي صدرت هذه السنة في إسبانيا:
- 1 يناير – الآخرون من إخراج أليخاندرو آمينابار.
- 1 يناير – صوت البحر من إخراج بيغاس لونا.

## برامج ومسلسلات وأنمي
- قلب المدينة
- هوسبيتال سنترال

## وفيات

### يناير
- 1 يناير – دليلة (مواليد 1936) ممثلة مصرية.

### فبراير
- 27 فبراير – خوسيه غارثيا نييتو (مواليد 1914)

### أبريل
- 4 أبريل – رامون ميندوزا (مواليد 1927) لاعب كرة قدم إسباني.

### مايو
- 24 مايو – خافيير أوروتيكويتشيا (مواليد 1952) لاعب كرة قدم إسباني.

### يوليو
- 6 يوليو – إنريكي ماتيوس (مواليد 1934)

### أغسطس
- 30 أغسطس – خوان أكونيا (مواليد 1923) لاعب كرة قدم إسباني.

### نوفمبر
- 30 نوفمبر – فرانسيسكو كالفيت (مواليد 1921) لاعب كرة قدم إسباني.

### ديسمبر
- 20 ديسمبر – أرماندو فرنانديز (مواليد 1932) لاعب كرة قدم إسباني.